# Лебединець Олександр Віталійович
Олександр Віталійович Лебединець (1986—2022) — солдат Збройних Сил України, учасник російсько-української війни, який загинув під час російського вторгнення в Україну.

## Життєпис
Народився 18 квітня 1986 року в с. Бродецьке Катеринопільського району Черкаської області. У рідному селі закінчив школу та продовжив навчання у Тальянківському аграрному технікумі, де здобув професію електромеханіка. Закінчивши навчання, відбув строкову військову службу. Згодом працював на приватному підприємстві, на Катеринопільському елеваторі та в Катеринопільському лісництві.
У 2014 році був мобілізований, брав участь в Антитерористичній операції на сході України. Упродовж чотирьох років продовжував службу в Збройних силах України за контрактом. У 2016 році був нагороджений орденом «За мужність» ІІІ ступеня.
З початком російського вторгнення в Україну у 2022 році знову став на захист України. Був поранений, але знову повернувся на передові позиції. Загинув 12 вересня 2022 року на Донеччині.
Похований із почестями у с. Бродецьке на Черкащині.

## Нагороди
- орден «За мужність» III ступеня (2016) — за особисту мужність і високий професіоналізм, виявлені у захисті державного суверенітету та територіальної цілісності України, вірність військовій присязі.[3]